# نود و یکمین دوره جوایز اسکار
نود و یکمین مراسم جوایز اسکار توسط آکادمی علوم و هنرهای سینما (آمپاس) و به افتخار بهترین فیلم‌های سال ۲۰۱۸، در روز یکشنبه ۲۴ فوریه ۲۰۱۹ میلادی در سالن تئاتر دالبی، هالیوود، لس آنجلس (مطابق دوشنبه ۶ اسفند ۱۳۹۷ به وقت ایران) برگزار شد. این مراسم در ایالات متحده از شبکه تلویزیونی شرکت پخش رسانه‌ای آمریکا (اِی‌بی‌سی) به صورت زنده پخش شد و تهیه‌کنندگی آن را دونا گیگلیوتی و گلن ویز برعهده داشتند، ویز همچنین کارگردانی مراسم را بر عهده داشت. آکادمی طی این مراسم جایزه‌های اسکار را (که با نام جوایز آکادمی نیز شناخته می‌شوند) در ۲۴ رشته به بهترین‌ها اعطا می‌کند.
از مراسم‌های مرتبط، دهمین دورهٔ مراسم جوایز گاورنر در سالن اجتماعات بزرگ مرکز هالیوود و های‌لند در ۸ نوامبر ۲۰۱۸ برگزار شد. این برای اولین بار در سه دههٔ گذشته می‌باشد که مراسم اسکار بدون مجری برگزار می‌شود، در سال ۱۹۸۹، شصت و یکمین دوره جوایز اسکار نیز بدون مجری برگزار شد.
در مراسم اصلی، کتاب سبز سه جایزه را ازآن خود کرد که این جوایز عبارت بودند از بهترین فیلم، بهترین بازیگر نقش مکمل مرد برای ماهرشالا علی و بهترین فیلم‌نامه غیراقتباسی. فیلم راسپودی بوهمی با بردن چهار جایزه، بیشترین تعداد جوایز را برد. رامی ملک به خاطر بازی در این فیلم و بازی در نقش فردی مرکوری برندهٔ بهترین بازیگر نقش اول مرد شد. پلنگ سیاه و کتاب سبز هم هر کدام برندهٔ سه جایزه شدند. آلفونسو کوارون به تنهایی به خاطر رما جایزه‌های بهترین کارگردانی، بهترین فیلم خارجی‌زبان و بهترین فیلم‌برداری برد. الیویا کلمن به خاطر بازی در نقش ملکه آن در فیلم سوگلی برندهٔ بهترین بازیگر نقش اول زن شد. رجینا کینگ نیز برای بازی در فیلم اگر خیابان بیل می‌توانست حرف بزند برندهٔ بهترین بازیگر نقش مکمل زن شد. این مراسم با ۲۹٫۶ میلیون بیننده در ایالات متحده، افزایشی ۱۲٪ را نسبت به مراسم سال ۲۰۱۸ تجربه کرد.

## نامزدها و برندگان
نامزدهای نود و یکمین دوره جوایز آکادمی در تاریخ ۲۲ ژانویه ۲۰۱۹ میلادی، در ساعت ۵:۲۰ قبل از ظهر به وقت پی.اس. تی (۱۳:۲۰ به وقت یوتی‌سی) در سالن تئاتر ساموئل گلدوین در بورلی هیلز کالیفرنیا، هم‌زمان با پخش زنده جهانی توسط آکادمی، اعلام شدند. مجریان این مراسم کمیل نانجیانی و تریسی الیس راس بودند.
در این دوره، سوگلی به کارگردانی یورگوس لانتیموس و رما به کارگردانی آلفونسو کوارون، هرکدام با نامزدی در ۱۰ رشته (که شامل بهترین فیلم و بهترین کارگردانی نیز هست) بیشترین تعداد نامزدی را دریافت کردند. در رتبه دوم، دو فیلم ستاره‌ای متولد شده‌است ساختهٔ بردلی کوپر و معاون ساختهٔ آدام مک‌کی، هر کدام با ۸ نامزدی قرار داشتند. فیلم پلنگ سیاه با کسب هفت نامزدی، جایگاه سوم را به خود اختصاص داده‌بود. در میان استودیوهای فیلم‌سازی نیز فیلم‌های استودیوهای دیزنی، فاکس سرچلایت و نت‌فلیکس به ترتیب با مجموع ۱۷، ۱۵ و ۱۴ نامزدی، در جایگاه اول تا سوم قرار داشتند.

### جوایز

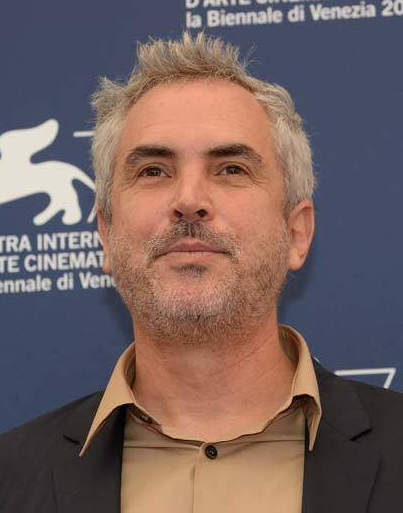
آلفونسو کوارون، برندهٔ بهترین کارگردانی، بهترین فیلم خارجی‌زبان و بهترین فیلمبرداری

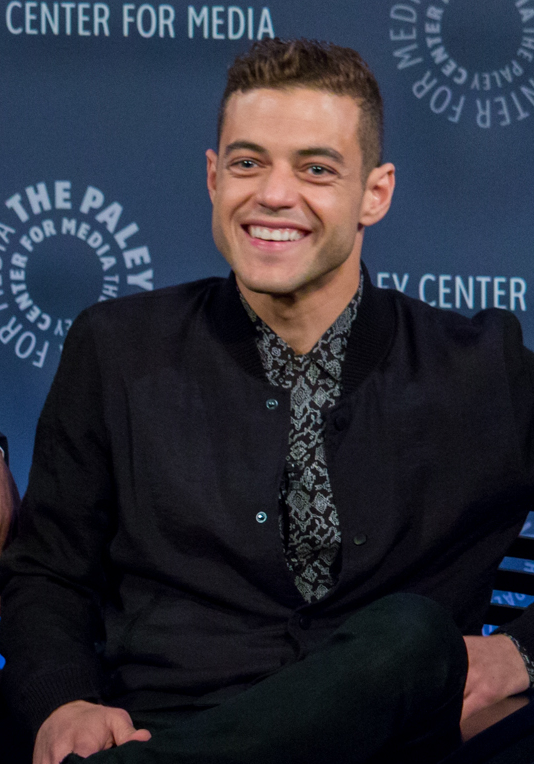
رامی ملک، برندهٔ بهترین بازیگر مرد

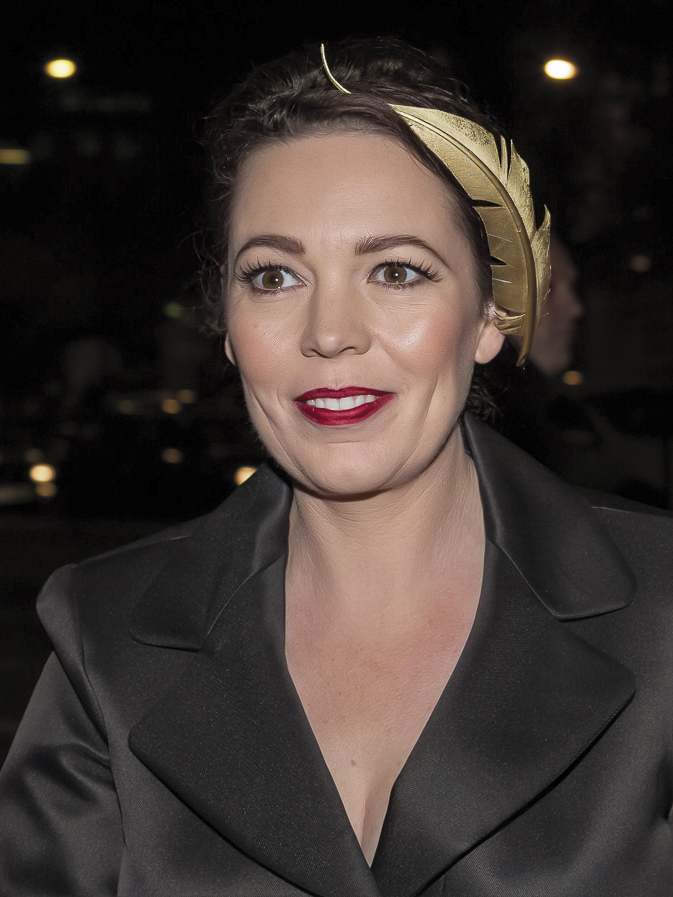
الیویا کلمن، برندهٔ بهترین بازیگر زن

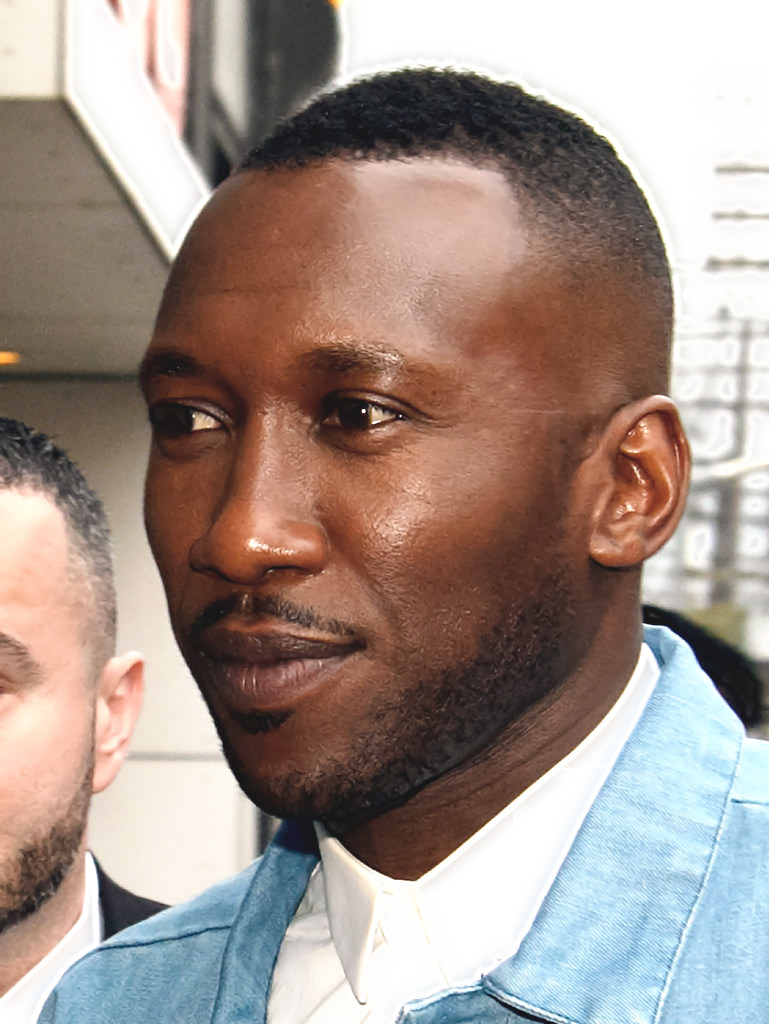
ماهرشالا علی، برندهٔ بهترین بازیگر نقش مکمل مرد

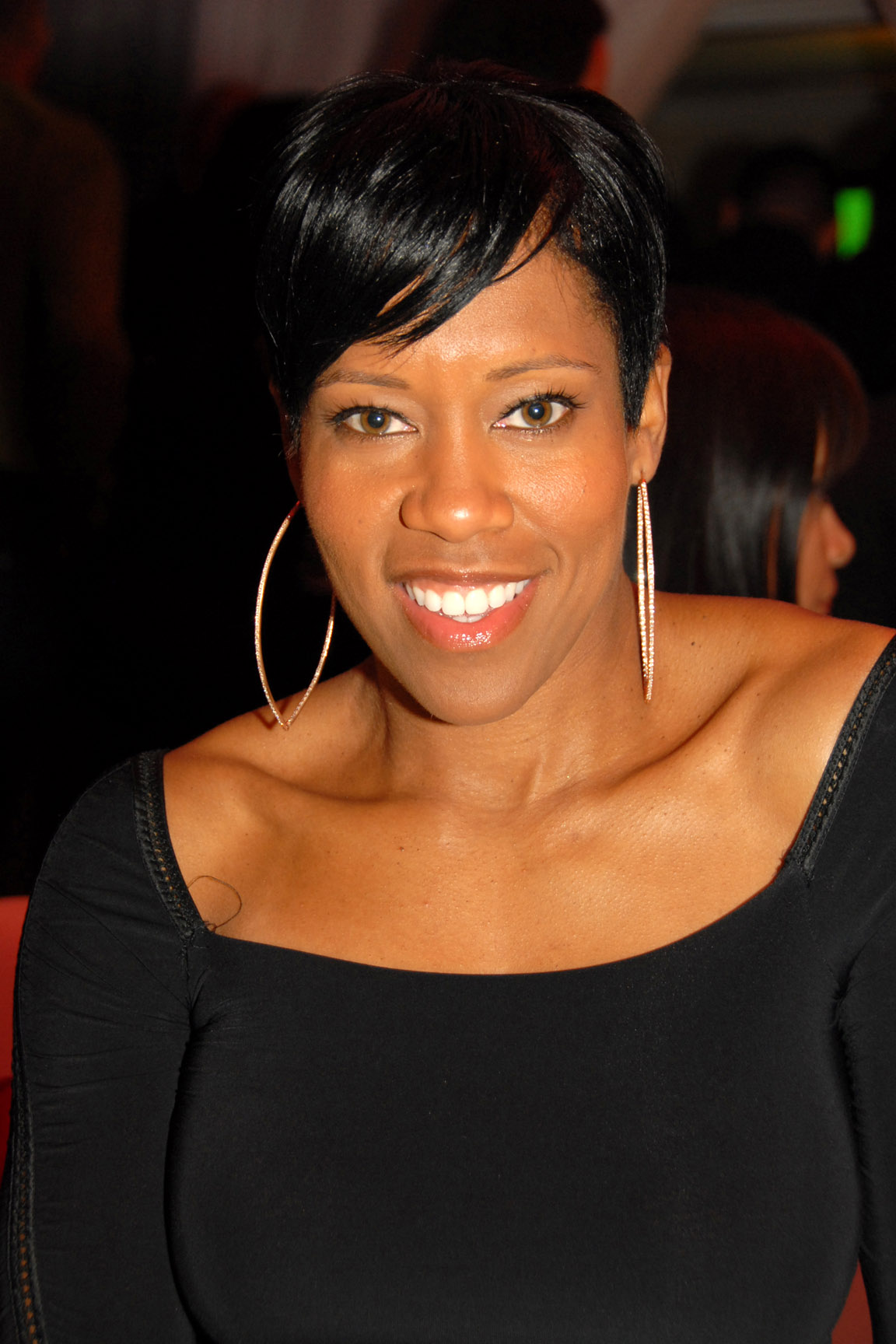
رجینا کینگ، برندهٔ بهترین بازیگر نقش مکمل زن

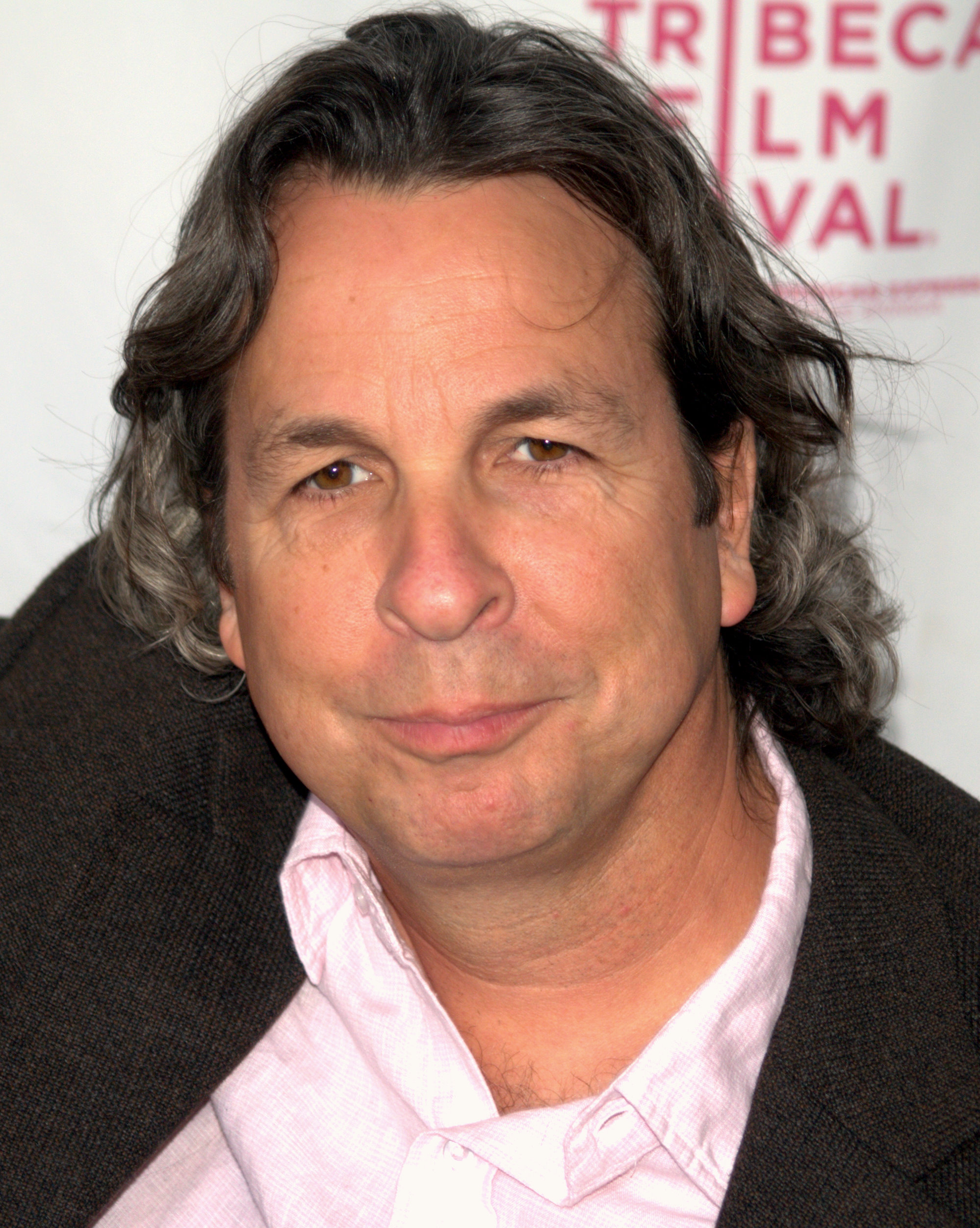
پیتر فارلی، یکی از برندگان بهترین فیلم‌نامه غیراقتباسی

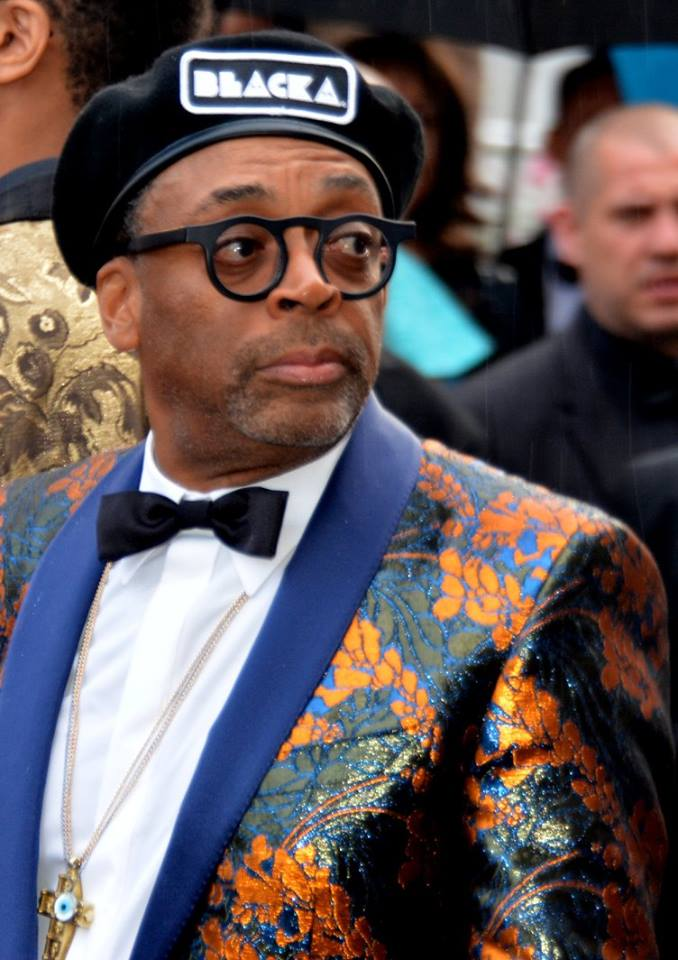
اسپایک لی، یکی از برندگان بهترین فیلم‌نامه اقتباسی

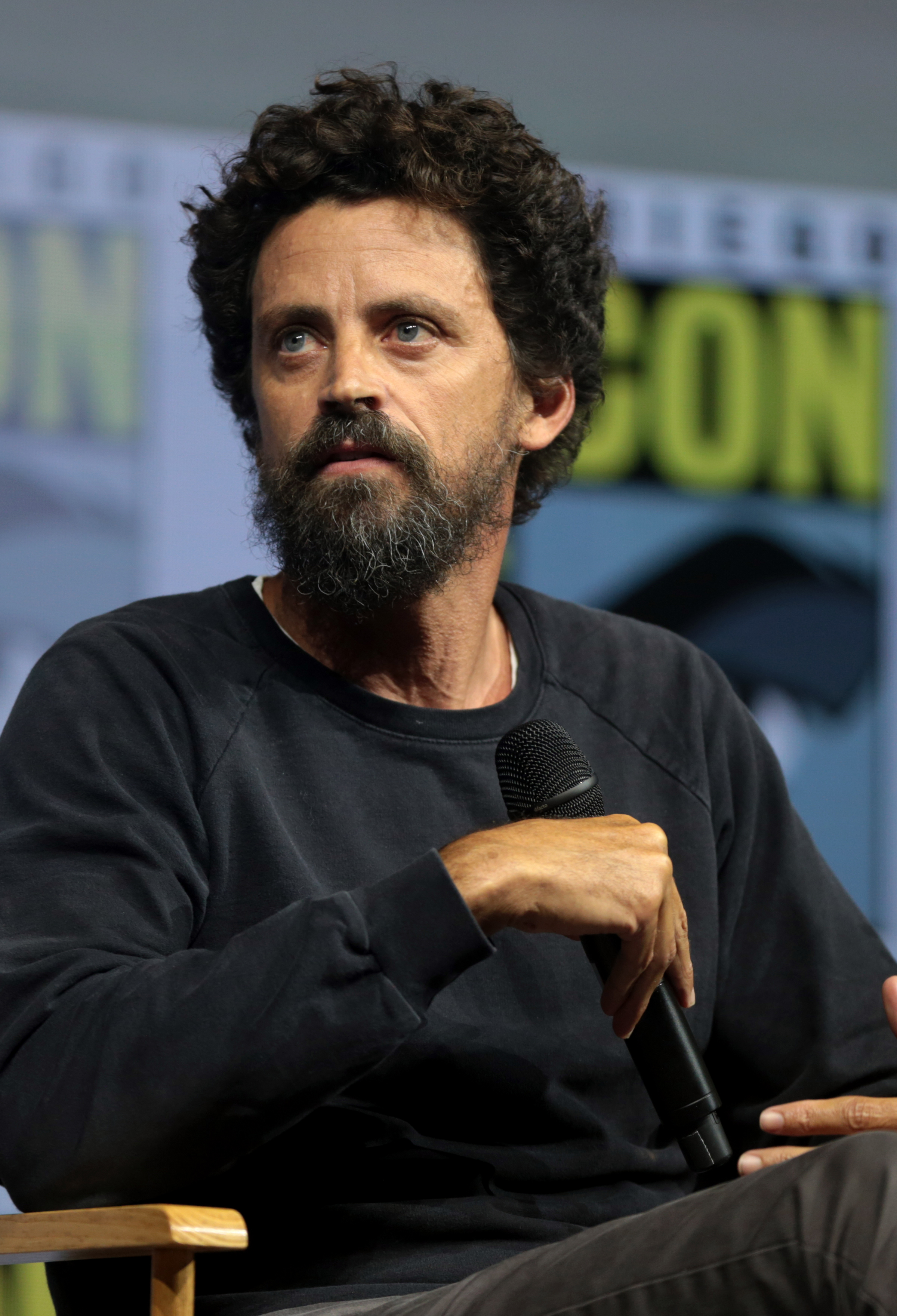
باب پرسیکتی، یکی از برندگان بهترین فیلم پویانمایی

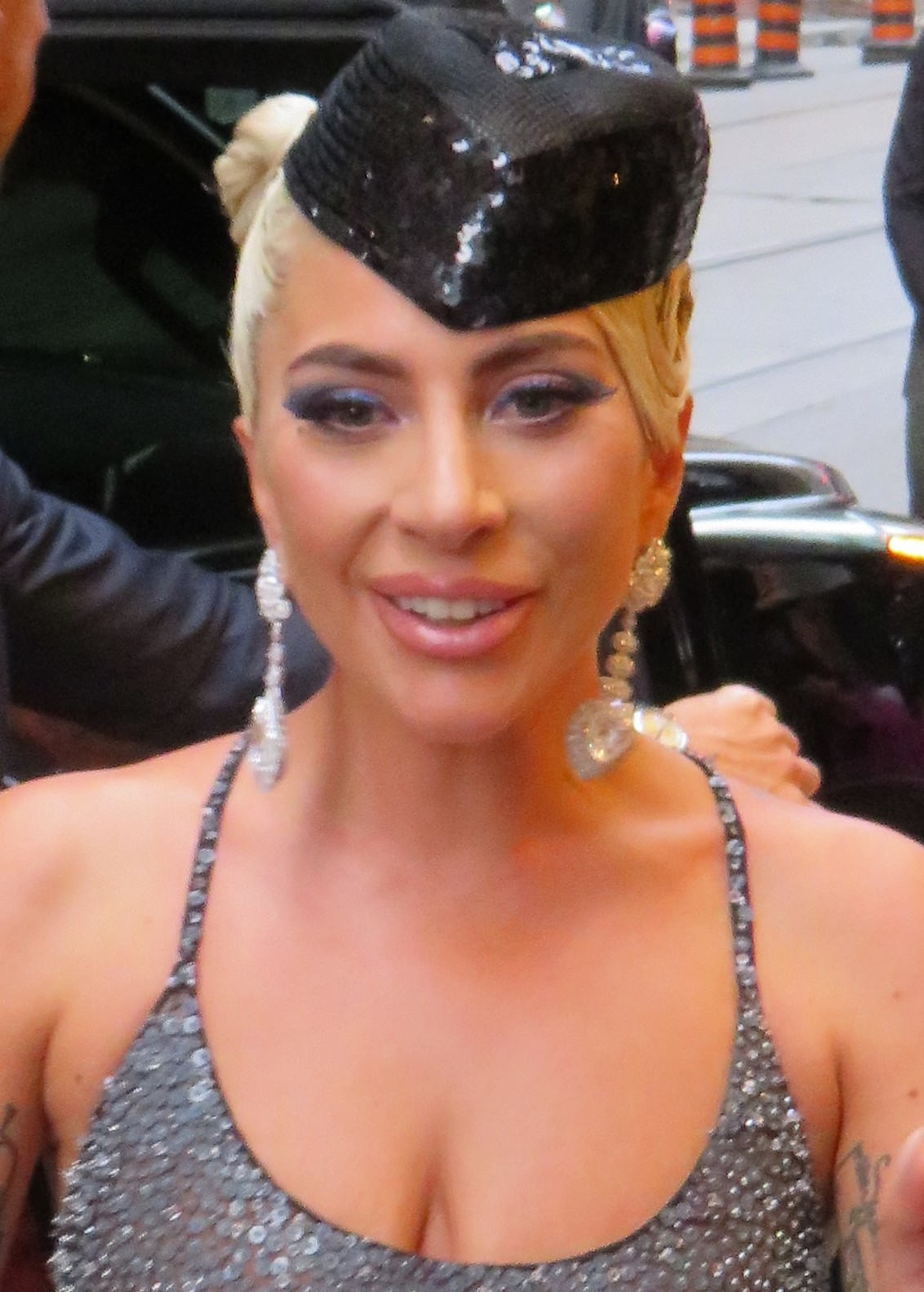
لیدی گاگا، یکی از برندگان بهترین ترانه

برنده‌ها در اول فهرست قرار دارند، پر رنگ هستند و دارای علامت () می‌باشند.
| بهترین فیلم - کتاب سبز – جیم برک، چارلز بی. وسلر، برایان کوری، پیتر فارلی، و نیک واللونگا - پلنگ سیاه – کوین فایگی - بلکککلنزمن – شان مک‌کیتریک، جیسون بلوم، ریموند منسفیلد، جوردن پیل، و اسپایک لی - راپسودی بوهمی – گراهام کینگ - سوگلی – سسی دمپسی، اد گینی، لی مگیدی، و یورگوس لانتیموس - رما – گابریلا رودریگز و آلفونسو کوارون - ستاره‌ای متولد شده‌است – بیل گاربر، بردلی کوپر، و لینت هاول تیلور - معاون – دده گاردنر، جرمی کلاینر، آدام مک‌کی، و کوین جی. مسیک | بهترین کارگردانی - آلفونسو کوارون – رما - اسپایک لی – بلکککلنزمن - پاوو پاولیکوفسکی – جنگ سرد - یورگوس لانتیموس – سوگلی - آدام مک‌کی – معاون |
| بهترین بازیگر نقش اول مرد - رامی ملک – راپسودی بوهمی در نقش فردی مرکوری - کریستین بیل – معاون در نقش دیک چینی - بردلی کوپر – ستاره‌ای متولد شده‌است در نقش جکسون «جک» مین - ویلم دفو – بر دروازه ابدیت در نقش ونسان ون گوگ - ویگو مورتنسن – کتاب سبز در نقش تونی لیپ | بهترین بازیگر نقش اول زن - الیویا کلمن – سوگلی در نقش ملکه آن - یالیتزا آپاریچیو – رما در نقش کلودگاریا «کلو» گوتیرز - گلن کلوز – همسر در نقش جون کسلمن - لیدی گاگا – ستاره‌ای متولد شده‌است در نقش الی مین - ملیسا مک‌کارتی – هرگز می‌توانی مرا ببخشی؟ در نقش لی ایزریل |
| بهترین بازیگر نقش مکمل مرد - ماهرشالا علی – کتاب سبز در نقش دان شرلی - آدام درایور – بلکککلنزمن در نقش فیلیپ «فلپ» زیمرمن - سام الیوت – ستاره‌ای متولد شده‌است در نقش بابی مین - ریچارد ای گرانت – هرگز می‌توانی مرا ببخشی؟ در نقش جک هوک - سم راکول – معاون در نقش جرج دابلیو بوش | بهترین بازیگر نقش مکمل زن - رجینا کینگ – اگر خیابان بیل می‌توانست حرف بزند در نقش شارون ریورز - ایمی آدامز – معاون در نقش لین چینی - مارینا د تاویرا – رما در نقش سوفیا - اما استون – سوگلی در نقش ابیگیل ماشام، بارونس ماشام - ریچل وایس – سوگلی در نقش سارا چرچیل، دوشس مارلبرو |
| بهترین فیلم‌نامه غیراقتباسی - کتاب سبز – نوشتهٔ برایان کوری، و پیتر فارلی - سوگلی – نوشتهٔ دبورا دیویس و تونی مک‌نامارا - اولین اصلاح‌شده – نوشتهٔ پل شریدر - رما – نوشتهٔ آلفونسو کوارون - معاون – نوشتهٔ آدام مک‌کی | بهترین فیلم‌نامه اقتباسی - بلکککلنزمن – فیلم‌نامه از کلر واچتل و دیوید رابینویتس و کوین ویلموت و اسپایک لی، بر اساس شرح حال بلک کلنزمن اثر ران استالورث - تصنیف باستر اسکراگز – فیلم‌نامه اثر برادران کوئن، بر اساس داستان‌های کوتاه‌شان - هرگز می‌توانی مرا ببخشی؟ – فیلم‌نامه از نیکول هالوفسنر و جف ویتی، بر اساس شرح حال اثر لی ایزریل - اگر خیابان بیل می‌توانست حرف بزند – فیلم‌نامه از بری جنکینز، بر اساس اگر خیابان بیل می‌توانست حرف بزند اثر جیمز بالدوین - ستاره‌ای متولد شده‌است – فیلم‌نامه از اریک راث و بردلی کوپر و ویل فترز، بر اساس ستاره‌ای متولد شده‌است نوشته ویلیام ولمن، رابرت کارسون، دوروتی پارکر و آلن کمپل |
| بهترین فیلم پویانمایی - مرد عنکبوتی: به درون دنیای عنکبوتی – باب پرسیکتی، پیتر رمزی، رادنی راثمن، فیل لرد و کریستوفر میلر - شگفت‌انگیزان ۲ – برد برد، جان واکر، و نیکول پارادایس گریندل - جزیره سگ‌ها – وس اندرسن، اسکات رودین، استیون ام. رالس، و جرمی داوسن - میرای – مامورو هوسودا و یوییچیرو ساتیو - رالف اینترنت را خراب می‌کند: رالف خرابکار ۲ – ریچ مور، فیل جانسون، و کلارک اسپنسر                                                                             | بهترین فیلم خارجی‌زبان - رما (مکزیک) به زبان اسپانیایی و مکزیکی – به کارگردانی آلفونسو کوارون - کفرناحوم (لبنان) به زبان عربی – به کارگردانی نادین لبکی - جنگ سرد (لهستان) به زبان لهستانی – به کارگردانی پاوو پاولیکوفسکی - هرگز روی برنگردان (آلمان) به زبان آلمانی – به کارگردانی فلوریان هنکل فون دونرسمارک - دزدان فروشگاه (ژاپن) به زبان ژاپنی – به کارگردانی هیروکازو کورئیدا |
| بهترین فیلم مستند - انفرادی آزاد – الیزابت چای واشارهی، جیمی چین، ایوان هایس، و شانون دیل - هیل کانتی امروز صبح، امروز عصر – رامل راس، جوزلین بارنز، و سو کیم - مراقب شکاف بودن – بینگ لیو و دیان کوان - از پدران و پسران – طلال دیرکی، آنسگار فریریش، اوا کم، و توبیاس ان. سیبرت - آربی‌جی – بتسی وست و جولی کوهن | بهترین فیلم مستند کوتاه - پریود. ختم کلام. – رایکا زهتابچی و ملیسا برتون - گوسفند سیاه – اد پرکینز و جاناتان چین - آخر بازی – راب اپستاین و جفری فریدمن - قایق زندگی – اسکای فیتزجرالد و برایان موسر - شبی در باغ – مارشال کوری |
| بهترین فیلم کوتاه - پوست – گای ناتیو و جیمی ری نیومن - بازداشت – ونسان لامبه و دارن ماهو - سبزه – جرمی کامت و ماریا گارسیا تورگون - مارگاریت – ماریان فارلی و ماری هلن پانیست - مادر – رودریگو سوروگوین و ماریا دل پوی آلواردو | بهترین پویانمایی کوتاه - بائو – دومی شی و بکی نیمن-کوب - رفتار حیوانی – الیسون اسنودن و دیوید فاین - نزدیک غروب – لوئیس باگنال و نوریا گونزالس بلانکو - یک قدم کوچک – اندرو چسورث و بابی پونتیلاس - آخر هفته – ترور خیمنس |
| بهترین موسیقی فیلم - پلنگ سیاه – لودویک گورانسون - بلکککلنزمن – ترنس بلنچرد - اگر خیابان بیل می‌توانست حرف بزند – نیکولاس بریتل - جزیره سگ‌ها – الکساندر دسپلا - بازگشت مری پاپینز – مارک شیمن | بهترین ترانه - «کم‌عمق» از فیلم ستاره‌ای متولد شده‌است – موسیقی و ترانه از لیدی گاگا، مارک رانسون، آنتونی روسوماندو، و اندور ویت - «همه ستاره‌ها» از فیلم پلنگ سیاه – موسیقی از مارک اسپرز، کندریک لامار و آنتونی تیفیث؛ ترانه از کندریک لامار داکورث، آنتونی تیفیث و سزا - «خواهم جنگید» از فیلم آربی‌جی – موسیقی و ترانه از داین وارن - «جایی که چیزهای گمشده می‌روند» از فیلم بازگشت مری پاپینز – موسیقی و ترانه از مارک شیمن و اسکات ویتمن - «وقتی یک کابوی مهمیزش را با بال معاوضه می‌کند» از فیلم تصنیف باستر اسکراگز – موسیقی و ترانه از دیوید راولینگز و جیلین ولچ                                                     |
| بهترین تدوین صدا - راپسودی بوهمی – جان وارهرست و نینا هارتستون - پلنگ سیاه – استیو بودکر و بنجمین ای. برت - نخستین انسان – آی-لینگ لی و میلدرد مورگان - یک مکان ساکت – اتان وان در رین و اریک ادال - رما – سرجیو دیاز و اسکیپ لیوسی | بهترین میکس صدا - راپسودی بوهمی – پاول ماسی، تین کاواگن و جان کاسالی - پلنگ سیاه – استیو بودکر، براندن پروکتور و پیتر دولین - نخستین انسان – جان تیلور، فرانک ای. مونتانو، آب-لینگ لی و مری اچ. الیس - رما – اسکیپ لیوسی، کرگ هنینگام و خوزه آنتونیو گارسیا - ستاره‌ای متولد شده‌است – تام اوزانیچ، دین زوپانچیچ و استیو مورو |
| بهترین طراحی صحنه - پلنگ سیاه – طراحی تولید: هانا بیچلر؛ دکور: جی هارت - سوگلی – طراحی تولید: فیونا کرومبی؛ دکور: الیس فلتن - نخستین انسان – طراحی تولید: ناتان کرولی؛ دکور: کتی لوکاس - بازگشت مری پاپینز – طراحی تولید: جان میرا؛ دکور: گوردون سیم - رما – طراحی تولید: یوگنیو کابالیرو؛ دکور: باربارا انریکز | بهترین فیلم‌برداری - رما – آلفونسو کوارون - جنگ سرد – ووکاش ژال - سوگلی – رابی راین - هرگز روی برنگردان – کلب دشانل - ستاره‌ای متولد شده‌است – متیو لیباتیک |
| بهترین چهره‌پردازی و آرایش مو - معاون – گرگ کینم، کتی بیسکو، و پاتریشیا دهینی - مرز – گوران لونسترام و پاملا گلدامر - ماری ملکه اسکاتلند – جنی شیرکور، مارک پیلچر، و جسیکا بروکز | بهترین طراحی لباس - پلنگ سیاه – راث ای. کارتر - تصنیف باستر اسکراگز – ماری زوفرس - سوگلی – سندی پاول - بازگشت مری پاپینز – سندی پاول - ماری ملکه اسکاتلند – الکزاندرا برن |
| بهترین تدوین - راپسودی بوهمی – جان آتمن - بلکککلنزمن – بری الکساندر براون - سوگلی – یورگوس ماوروپساریدیس - کتاب سبز – پاتریک جی. دون ویتو - معاون – هانک کوروین | بهترین جلوه‌های تصویری - نخستین انسان – پل لمبرت، یان هانتر، تریستن مایلز، و جی.دی. شوالم - انتقام‌جویان: جنگ ابدیت – دان دلیو، کلی پورت، راسل ارل، و دان سادیک - کریستوفر رابین – کریستوفر لارنس، مایکل امس، تئو جونز، و کریس کوربولد - بازیکن شماره یک آماده – راجر گویت، گریدی کوفر، متیو ای. باتلر، و دیوید شیرک - سولو: داستانی از جنگ ستارگان – راب بردو، پاتریک توباخ، نیل اسکنلان، و دومینیک چویی |

### جوایز گاورنر
آکادمی دهمین دوره جوایز گاورنر را در تاریخ ۱۸ نوامبر ۲۰۱۸ برگزار کرد که برندگان این جوایز به شرح زیر می‌باشند:
جایزه افتخاری
- سیسیلی تایسون – بازیگر آمریکایی[۱۶]
- لالو شیفرین – آهنگساز آمریکایی متولد آرژانتین[۱۷]
- ماروین لِوی – ناشر آمریکایی[۱۸]

جایزه یادبود ایروینگ جی. تالبرگ
- کاتلین کندی – تهیه کنندهٔ آمریکایی[۱۹]
- فرانک مارشال – تهیه کنندهٔ آمریکایی[۲۰]

### چند نامزدی‌ها

#### فیلم‌های با چند نامزدی و جایزه
| تعداد نامزدی | فیلم                             |
| ------------ | -------------------------------- |
| ۱۰           | سوگلی                            |
| ۱۰           | رما                              |
| ۸            | ستاره‌ای متولد شده‌است             |
| ۸            | معاون                            |
| ۷            | پلنگ سیاه                        |
| ۶            | بلکککلنزمن                       |
| ۵            | راپسودی بوهمی                    |
| ۵            | کتاب سبز                         |
| ۴            | نخستین انسان                     |
| ۴            | بازگشت مری پاپینز                |
| ۳            | تصنیف باستر اسکراگز              |
| ۳            | هرگز می‌توانی مرا ببخشی؟          |
| ۳            | جنگ سرد                          |
| ۳            | اگر خیابان بیل می‌توانست حرف بزند |
| ۲            | جزیره سگ‌ها                       |
| ۲            | ماری ملکه اسکاتلند               |
| ۲            | هرگز روی برنگردان                |
| ۲            | آربی‌جی                           |

| تعداد جایزه | فیلم          |
| ----------- | ------------- |
| ۴           | راپسودی بوهمی |
| ۳           | پلنگ سیاه     |
| ۳           | کتاب سبز      |
| ۳           | رما           |

## معرفی کنندگان و اجرا کنندگان
در جدول‌های زیر اسامی افرادی که برندگان جوایز را معرفی و افرادی که ترانه‌های نامزد شده‌شان را اجرا می‌کنند، آمده‌است:

### معرفی کنندگان
| نام(ها)                         | وظیفه                                                                                         |
| ------------------------------- | --------------------------------------------------------------------------------------------- |
| رندی توماس                      | گویندهٔ آغازین ۹۱مین مراسم اسکار                                                               |
| تینا فی ایمی پولر مایا رودولف   | معرفی کنندگان برندهٔ جایزهٔ بهترین بازیگر نقش مکمل زن                                           |
| هلن میرن جیسون موموآ            | معرفی کنندگان برندهٔ جایزهٔ بهترین مستند                                                        |
| تام مورلو                       | معرفی کنندهٔ یکی از نامزدهای جایزهٔ بهترین فیلم: معاون                                          |
| السی فیشر استفان جیمز           | معرفی کنندگان برندهٔ جایزهٔ بهترین گریم و آرایش مو                                              |
| برایان تایری هنری ملیسا مک‌کارتی | معرفی کنندگان برندهٔ جایزهٔ بهترین طراحی لباس                                                   |
| کریس ایوانز جنیفر لوپز          | معرفی کنندگان برندهٔ جایزهٔ بهترین طراحی صحنه                                                   |
| تایلر پری                       | معرفی کنندهٔ برندهٔ جایزهٔ بهترین فیلم‌برداری                                                     |
| امیلیا کلارک                    | معرفی کنندهٔ یکی از نامزدهای جایزهٔ بهترین ترانه: «خواهم جنگید»                                 |
| سرینا ویلیامز                   | معرفی کنندهٔ یکی از نامزدهای جایزهٔ بهترین فیلم: ستاره‌ای متولد شده‌است                           |
| دانای گوریرا جیمز مک‌آووی        | معرفی کنندگان برندگان جایزه‌های بهترین تدوین صدا و بهترین صداگذاری                             |
| کویین لطیفه                     | معرفی کنندهٔ یکی از نامزدهای جایزهٔ بهترین فیلم: سوگلی                                          |
| خاویر باردم آنجلا باست          | معرفی کنندگان برندهٔ جایزهٔ بهترین فیلم خارجی‌زبان                                               |
| کیگان-مایکل کی                  | معرفی کنندهٔ یکی از نامزدهای جایزهٔ بهترین ترانه: «جایی که چیزهای گمشده می‌روند»                 |
| ترور نوآ                        | معرفی کنندهٔ یکی از نامزدهای جایزهٔ بهترین فیلم: پلنگ سیاه                                      |
| مایکل کیتون                     | معرفی کنندهٔ برندهٔ جایزهٔ بهترین تدوین                                                          |
| دنیل کریگ شارلیز ترون           | معرفی کنندگان برندهٔ جایزهٔ بهترین بازیگر نقش مکمل مرد                                          |
| لورا درن                        | معرفی کنندهٔ بخش موزهٔ آکادمی علوم و هنرهای سینمایی                                             |
| فارل ویلیامز میشل یئو           | معرفی کنندگان برندهٔ جایزهٔ بهترین فیلم پویانمایی                                               |
| کیسی ماسگریوز                   | معرفی کنندهٔ یکی از نامزدهای جایزهٔ بهترین ترانه: «وقتی یک کابوی مهمیزش را با بال معاوضه می‌کند» |
| دانا کاروی مایک مایرز           | معرفی کنندگان یکی از نامزدهای جایزهٔ بهترین فیلم: راپسودی بوهمی                                |
| آوک‌وافینا جان مولانی            | معرفی کنندگان برندگان جایزه‌های بهترین پویانمایی کوتاه و بهترین مستند کوتاه                    |
| خوزه آندرس دیه‌گو لونا           | معرفی کنندگان یکی از نامزدهای جایزهٔ بهترین فیلم: رما                                          |
| سارا پلسون پل راد               | معرفی کنندگان برندهٔ جایزهٔ بهترین جلوه‌های تصویری                                               |
| کیکی لِین کریستن ریتر            | معرفی کنندگان برندهٔ جایزهٔ بهترین فیلم کوتاه                                                   |
| ساموئل ال. جکسون بری لارسون     | معرفی کنندگان برندگان جایزه‌های بهترین فیلم‌نامه غیراقتباسی و بهترین فیلم‌نامه اقتباسی           |
| مایکل بی.جردن تسا تامپسون       | معرفی کنندگان برندهٔ جایزهٔ بهترین موسیقی فیلم                                                  |
| چادویک بوزمن کنستانس وو         | معرفی کنندگان برندهٔ جایزهٔ بهترین ترانه                                                        |
| جان بیلی (رئیس وقت آکادمی)      | معرفی برنامهٔ یادبود که برای ستایش رفتگان سینما می‌باشد                                         |
| باربارا استرایسند               | معرفی کنندهٔ یکی از نامزدهای جایزهٔ بهترین فیلم: بلکککلنزمن                                     |
| الیسون جنی گری اولدمن           | معرفی کنندگان برندهٔ جایزهٔ بهترین بازیگر مرد                                                   |
| جان لویس آماندلا استنبرگ        | معرفی کنندگان یکی از نامزدهای جایزهٔ بهترین فیلم: کتاب سبز                                     |
| فرانسیس مک‌دورمند سم راکول       | معرفی کنندگان برندهٔ جایزهٔ بهترین بازیگر زن                                                    |
| گی‌یرمو دل تورو                  | معرفی کنندهٔ برندهٔ جایزهٔ بهترین کارگردانی                                                      |
| جولیا رابرتس                    | معرفی کنندهٔ برندهٔ جایزهٔ بهترین فیلم                                                           |

### اجرا کنندگان
| نام(ها)                           | نقش                           | اجرا می‌کنند                                                                |
| --------------------------------- | ----------------------------- | -------------------------------------------------------------------------- |
| ریکی مینور                        | مرتب‌سازی موسیقی و رهبر ارکستر | ارکسترال                                                                   |
| کوئین آدام لمبرت                  | اجراکنندگان                   | ترانه‌های «ما تو را به جنب‌وجوش می‌اندازیم» و «ما قهرمانیم»                   |
| جنیفر هادسون                      | اجراکننده                     | ترانهٔ «خواهم جنگید» از آربی‌جی                                              |
| بت میدلر                          | اجراکننده                     | ترانهٔ «جایی که چیزهای گمشده می‌روند» از بازگشت مری پاپینز                   |
| بردلی کوپر لیدی گاگا              | اجراکنندگان                   | ترانهٔ «کم‌عمق» از ستاره‌ای متولد شده‌است                                      |
| دیوید راولینگز جیلین ولچ          | اجراکنندگان                   | ترانهٔ «وقتی یک کابوی مهمیزش را با بال معاوضه می‌کند» از تصنیف باستر اسکراگز |
| گوستاوو دودامل فیلارمونیک لس‌آنجلس | اجراکنندگان                   | در جریان برنامهٔ سالانهٔ یادبود                                              |

## اطلاعات مراسم
به سبب دریافت نظرات مختلف و امتیازهای رو به کاهش دو مراسم قبلی، آکادمی مایکل دلوکا و جنیفر تاد را از سکان هدایت تهیه کنندگی مراسم اسکار برکنار کرد. دونا گیگلیوتی و گلن ویز جایگزین آنها به عنوان تهیه‌کننده شدند.
در ۸ اوت ۲۰۱۸، آکادمی علوم و هنرهای سینما اعلام کرد که قرار است رشته‌ای جدید را به سایر رشته‌ها اضافه کند، که نام آن بهترین فیلم مردمی است و به بهترین فیلم سال از دید مردم تعلق می‌گیرد. اضافه کردن این رشته با واکنش‌های بسیاری همراه بود. واکنش‌های منفی به حدی زیاد بود که آکادمی خبر از معوق شدن آن به دلیل «بررسی و پیگیری بیشتر راجع به رشتهٔ جدید» داد.
آکادمی در ۲۵ ژانویه ۲۰۱۹ اعلام کرد که به منظور کوتاه سازی پخش تلویزیونی مراسم، فقط دو تا از پنج ترانهٔ نامزد اسکار («همه ستاره‌ها» و «کم‌عمق») به صورت زنده اجرا خواهند شد. این تصمیم‌گیری با واکنش شدید مخاطبان و اهالی موسیقی، که شامل لین-منوئل میرندا و اعضای شاخهٔ موسیقی اسکار نیز می‌شد، رو به رو گردید. شش روز بعد، آکادمی تصمیم خود را پس گرفت و اعلام کرد تمام پنج ترانهٔ نامزد شده اجرا خواهند شد. با این حال، در نهایت اعلام شد که ترانهٔ «همه ستاره‌ها» اجرا نخواهد شد.
در تلاشی دیگر برای کوتاه کردن زمان پخش تلویزیونی، آکادمی در ۱۱ فوریه ۲۰۱۹ در بیانیه‌ای اعلام کرد که جوایز چهار رشته—بهترین فیلم‌برداری، بهترین فیلم کوتاه، بهترین تدوین و بهترین چهره‌پردازی و آرایش مو—در جریان پخش آگهی‌های بازرگانی اهدا خواهند شد. آنها گفتند که اهدای این جوایز فیلمبرداری می‌شود لذا بینندگان می‌توانند از طریق پخش آنلاین اینترنتی آنها را تماشا کنند، همچنین بعداً سخنرانی‌های برندگان به هنگام دریافت جایزه در نسخهٔ تلویزیونی قرار خواهند گرفت. این تصمیم نیز هم با واکنش شدید و گستردهٔ مخاطبان و هم فیلمسازان از قبیل گی‌یرمو دل تورو، مارتین اسکورسیزی، کوئنتین تارانتینو، دیمین شزل، اسپایک لی و آلفونسو کوارون (کوارون در یکی از این جوایز نیز نامزد شده‌است) همراه بود. چهار روز بعد آکادمی از تصمیم خود صرف نظر و اعلام کرد که اهدای جوایز تمام ۲۴ رشته در پخش زنده قرار خواهند داشت.

### فروش گیشه‌ای فیلم‌های نامزد شده
| فیلم                 | پیش از نامزدی (قبل از ۲۲ ژانویه) | پس از نامزدی (از ۲۲ ژانویه تا ۲۴ فوریه) | پس از برگزاری مراسم (بعد از ۲۴ فوریه) | مجموع              |
| -------------------- | -------------------------------- | --------------------------------------- | ------------------------------------- | ------------------ |
| پلنگ سیاه            | ۷۰۰٫۱ میلیون دلار                | –                                       | –                                     | ۷۰۰٫۱ میلیون دلار  |
| راپسودی بوهمی        | ۲۰۲٫۵ میلیون دلار                | ۱۰٫۶ میلیون دلار                        | ۲٫۶ میلیون دلار                       | ۲۱۵٫۷ میلیون دلار  |
| ستاره‌ای متولد شده‌است | ۲۰۴٫۸ میلیون دلار                | ۶ میلیون دلار                           | ۴٫۷ میلیون دلار                       | ۲۱۵٫۲ میلیون دلار  |
| کتاب سبز             | ۴۲٫۵ میلیون دلار                 | ۲۷٫۲ میلیون دلار                        | ۱۳٫۳ میلیون دلار                      | ۸۳٫۲ میلیون دلار   |
| بلکککلنزمن           | ۴۸٫۵ میلیون دلار                 | ۲۱۷٬۸۵۵ دلار                            | –                                     | ۴۸٫۷ میلیون دلار   |
| معاون                | ۳۹٫۵ میلیون دلار                 | ۷٫۶ میلیون دلار                         | ۶۸۲٬۸۸۷ دلار                          | ۴۷٫۸ میلیون دلار   |
| سوگلی                | ۲۳ میلیون دلار                   | ۹٫۱ میلیون دلار                         | ۱٫۹ میلیون دلار                       | ۳۴٫۱ میلیون دلار   |
| رما                  | —                                | —                                       | —                                     | —                  |
| مجموع:               | ۱٫۲۷۸ میلیارد دلار               | ۶۰٫۸ میلیون دلار                        | ۲۲٫۹ میلیون دلار                      | ۱٫۳۴۵ میلیارد دلار |
| میانگین:             | ۱۵۷٫۶ میلیون دلار                | ۸٫۷ میلیون دلار                         | ۳٫۳ میلیون دلار                       | ۱۹۲٫۲ میلیون دلار  |

اعدادی که در درون پرانتز ذکر شده‌اند فروش فیلم در لحظه اعلام نامزدها می‌باشند.
زمانی که نامزدهای اسکار در ۲۲ ژانویه ۲۰۱۹ معرفی شدند، مجموع فروش هفت فیلم از هشت فیلمی که نامزد بهترین فیلم شده‌بودند به ۱٬۲۶۱ میلیارد دلار در آمریکای شمالی رسید یعنی ۱۵۷ میلیون دلار به ازای هر فیلم. این میزان فروش بیشترین مقدار فروش از هشتاد و سومین دوره جوایز اسکار است که در سال ۲۰۱۱ برگزار شد. اگرچه از میان این فیلم‌ها تنها سه فیلم (پلنگ سیاه، راپسودی بوهمی و ستاره‌ای متولد شده‌است) بیش تر از ۵۰ میلیون دلار فروخته‌اند.
اعدادی که در درون پرانتز ذکر شده‌اند رتبه فیلم در فهرست می‌باشند.
۳۲ نامزدی سهم دوازده فیلمی بود که در فهرست ۵۰ فیلم پرفروش سال نیز قرار داشتند. از آن، تنها ۶ فیلم پلنگ سیاه (دوم)، شگفت‌انگیزان ۲ (سوم)، ستاره‌ای متولد شده‌است (۱۲ام)، راپسودی بوهمی (۱۳ام)، رالف اینترنت را خراب می‌کند: رالف خرابکار ۲ (۱۴ام) و مرد عنکبوتی: به درون دنیای عنکبوتی (۱۸ام) موفق شدند که برای بهترین فیلم، بهترین فیلم پویانمایی یا حتی در رشته‌های کارگردانی و نویسندگی و بازیگری نامزد شوند. از دیگر فیلم‌های فهرست پر فروش ترین‌ها که نامزد دریافت جایزه شدند می‌توان به انتقام‌جویان: جنگ ابدیت (اول)، سولو: داستانی از جنگ ستارگان (۱۰ام)، یک مکان ساکت (۱۵ام)، بازگشت مری پاپینز (۱۹ام)، بازیکن شماره یک آماده (۲۴ام)، کریستوفر رابین (۳۴ام) اشاره کرد.

### انتخاب مجری
نودمین دوره جوایز اسکار که در سال ۲۰۱۸ برگزار شد کمترین امتیاز را از رتبه‌بندی نیلسن نسبت به تمام مراسم‌های تاریخ اسکار دریافت کرد، علاوه بر این، تعداد بینندگان مراسم به کمتر از نصف ۵۷٬۲۵ میلیون بینندهٔ مراسم ۵۷م در سال ۱۹۹۸ رسید. در اکتبر ۲۰۱۸، آکادمی با این باور که شاید محبوبیت پر درآمدترین بازیگر هالیوود منجر به افزایش بینندگان مراسم شود، از دواین جانسون خواست که اجرای نود و یکمین مراسم را به عهده بگیرد. جانسون خیلی سریع نسبت به این درخواست واکنش نشان داد. او شرایطش را اینگونه توصیف کرد که «مخاطب اول» برنامه است اما نمی‌تواند برنامه‌های کاری خود برای بازی در هابز و شاو و دنبالهٔ جومانجی تغییر دهد.
بعد از سنجیدن این موضوع که برای هر ساعت از مراسم سه ساعته مجری متفاوتی به اجرا بپردازد، در تاریخ ۴ دسامبر ۲۰۱۸، آکادمی اعلام کرد کوین هارت مجری گری مراسم را به عهده خواهد گرفت. هارت اظهار داشت که برای او این یک افتخار و اتفاقی هیچان انگیز است که از او درخواست شده مجری مراسم اسکار بشود. اما ماجرا در همین‌جا تمام نشد، چرا که نظرات و جوک‌های قدیمی هارت دربارهٔ همجنسگرایان که حاوی لحنی طعنه آمیز و همجنسگراستیزانه بود، جنجال زیادی آفرید؛ به همین دلیل در ۶ دسامبر، هارت از مجری گری مراسم صرف نظر کرد و گفت که نمی‌خواهد حضورش باعث «حواس‌پرتی» در مراسم شود. هیچ‌کدام از مجری‌های قبلی مثل ست مک‌فارلن، الن دی‌جنرس، نیل پاتریک هریس، کریس راک و جیمی کیمل از خود علاقه‌ای برای مجری گری این مراسم نشان ندادند.
در ۹ ژانویه ۲۰۱۹، این خبر اعلام شد که آکادمی در حال برنامه‌ریزی برای برگزاری مراسم بدون حضور مجری است، که به جای مجری افراد منتخبی بخش‌ها و جوایز مختلف را اعلام می‌کنند. سرانجام هیچ مجری جایگزینی انتخاب نشد و برای اولین بار بعد از شصت و یکمین دوره جوایز اسکار در سال ۱۹۸۹، مراسم بدون مجری روی آنتن رفت.

### امتیازها و بازخوردها
رسانه‌ها و نشریه‌ها به مراسم نود و یکم واکنش مثبت تری را نسبت به مراسم‌های چند سال اخیر نشان دادند. در وبسایت بازبینی جمعی راتن تومیتوز، مراسم امتیاز ستایش شدهٔ ۷۰٪ بر اساس ۴۰ نقد را کسب کرد. در خلاصهٔ این نقدها آمده: «اجراهای موزیکال قوی، یکنواختی و استوار بودن، تا حدی دارای سرعتِ کند، و تعداد کمی لحظات واقعی غافل‌گیر کننده به بی مجری بودن نود و یکمین دورهٔ جوایز اسکار کمک کرد تا یک مراسم سرگرم‌کننده و با کفایت خلق کند (اگرچه به‌طور کلی رضایت بخش نبود).»
این مراسم با ۲۹٫۶ میلیون بیننده در ایالات متحده، افزایشی ۱۲٪ را نسبت به مراسم سال ۲۰۱۸ (که کم بیننده‌ترین مراسم اسکار در تاریخ است) تجربه کرد. همچنین این مراسم، امتیاز ۷٫۷ را از گروه سنی ۱۸ تا ۴۹ سال دریافت کرد.

### وبسایت‌های رسمی
- Academy Awards official website
- The Academy of Motion Picture Arts and Sciences official website
- Oscar's Channel at YouTube (run by the Academy of Motion Picture Arts and Sciences)